# Liste der Kulturdenkmäler in Erpel
In der Liste der Kulturdenkmäler in Erpel sind alle Kulturdenkmäler der rheinland-pfälzischen Ortsgemeinde Erpel einschließlich des Ortsteils Orsberg aufgeführt. Grundlage ist die Denkmalliste des Landes Rheinland-Pfalz (Stand: 9. Februar 2023).

## Denkmalzonen
| Bezeichnung                    | Lage | Baujahr | Beschreibung | Bild |
| ------------------------------ | --- | ------- | --- | --- |
| Denkmalzone Ortskern Erpel     | Erpel, Adolf-Brandt-Platz, Alter Platz, Am alten Wallgraben, Am Schleidentor, An der alten Bleiche, An der alten Stadtmauer, Bahnhofstraße, Fährgasse, Frongasse, Grabenstraße, Hospitalgasse, Hündelsgasse, Kirchgasse, Kölner Straße, Marktgasse, Marktplatz, Pützgasse, Severinstraße, Unterste Gasse Lage | ab 1400 | Historisches Ortsbild, das auf der mittelalterlichen Grundrissstruktur innerhalb des halbovalen Mauerrings aufbaut, mit unverwechselbarem Uferpanorama mit romanischer Pfarrkirche St. Severin und gotischem Neutorturm, der von Fachwerkbauten geprägten Hofbebauung des 17. und 18. Jahrhunderts, die sich zu geschlossenen kennzeichnenden Platz- und Straßenbildern zusammenfügt, sowie der wohl Ende des 14. oder Anfang des 15. Jahrhunderts mit vier Tortürmen und einem Eckturm errichteten Ortsbefestigung, von der sich Neutorturm, Reste der übrigen Türme und große Mauerteile an der Rheinfront erhalten haben. | [[Vorlage:Bilderwunsch/code!/C:50.58271,7.238841!/D:Adolf-Brandt-Platz, Alter Platz, Am alten Wallgraben, Am Schleidentor, An der alten Bleiche, An der alten Stadtmauer, Bahnhofstraße, Fährgasse, Frongasse, Grabenstraße, Hospitalgasse, Hündelsgasse, Kirchgasse, Kölner Straße, Marktgasse, Marktplatz, Pützgasse, Severinstraße, Unterste Gasse,!/\|BW]] |
| Denkmalzone Jüdischer Friedhof | Erpel, nordöstlich des Ortes im Wald Lage | um 1880 | zwischen 1880 und 1917 belegt; wenige Grabsteinreste | weitere Bilder Fotos hochladen |

## Einzeldenkmäler
| Bezeichnung                         | Lage                                                         | Baujahr                            | Beschreibung | Bild                           |
| ----------------------------------- | ------------------------------------------------------------ | ---------------------------------- | --- | ------------------------------ |
| Stadtbefestigung                    | Erpel, Kölner Straße, Rheinallee                             | frühes 15. Jahrhundert             | Reste der Stadtbefestigung, frühes 15. Jahrhundert; Neutor (siehe Kölner Straße, zwischen Nr. 61 und 62); Teile eines Rundturms, längere Mauerabschnitte an der Rheinfront (siehe Rheinallee;) mit dem Auslass der Frongasse (siehe Frongasse 4–6)                                    | Fotos hochladen                |
| Wohnhaus                            | Erpel, Am Schleidentor 1 Lage                                | 18. Jahrhundert                    | Fachwerk-Wohnhaus, 18. Jahrhundert, im Kern vielleicht älter | Fotos hochladen                |
| Wohnhaus                            | Erpel, Am Schleidentor 3 Lage                                | 17. Jahrhundert                    | Fachwerkhaus, teilweise massiv, 17. Jahrhundert, um 1800 erweitert | Fotos hochladen                |
| Wohnhaus                            | Erpel, Bahnhofstraße 4 Lage                                  | 1792                               | achtachsiger Walmdachbau, bezeichnet 1792 | weitere Bilder Fotos hochladen |
| Torbogen                            | Erpel, Bahnhofstraße, zu Nr. 6 Lage                          |                                    | Torbogen mit Wappen | BW                             |
| Burghof                             | Erpel, Fährgasse 2, Kölner Straße 29 Lage                    | 16. oder 17. Jahrhundert           | stattlicher zweiflügeliger Fachwerkbau, 16. oder 17. Jahrhundert | Fotos hochladen                |
| Hofanlage                           | Erpel, Fährgasse 4 Lage                                      | zweite Hälfte des 18. Jahrhunderts | Mansarddachbau, zweite Hälfte des 18. Jahrhunderts; Fachwerkbau, um 1800; Gesamtanlage mit parkartigem Garten und Pavillon | BW                             |
| Katholische Pfarrkirche St. Severin | Erpel, Frongasse Lage                                        |                                    | kleine spätromanische Emporenbasilika, Bruchstein; Nischenkreuz, bezeichnet 1667, Sockel und Kruzifix bezeichnet 1870 und 1956 | weitere Bilder Fotos hochladen |
| Rathaus                             | Erpel, Frongasse 1 Lage                                      | 1780                               | repräsentativer siebenachsiger Mansarddachbau, zwei Torfahrten, 1780 | weitere Bilder Fotos hochladen |
| Haus Zehnthof                       | Erpel, Frongasse 3 Lage                                      | 1928                               | Krüppelwalmdach-Villa, 1928; wohl anstelle des einstigen Zehnthofes in barocker Formgebung errichtet, barocker Torbogen | weitere Bilder Fotos hochladen |
| Fronhof des Kölner Domkapitels      | Erpel, Frongasse 4–6 Lage                                    | 18. Jahrhundert                    | Nr. 4: langgestreckter Massivbau, verschieferter Schweifgiebel, 1728; Nr. 6: siebenachsiger Fachwerktrakt, 18. Jahrhundert, über dem Rheintor der Stadtbefestigung, wohl aus dem 13. Jahrhundert; achteckiger Pavillon, 1725; eingeschossiges Wirtschaftsgebäude, Bruchstein, um 1800 | weitere Bilder Fotos hochladen |
| Wohnhaus                            | Erpel, Grabenstraße 1 Lage                                   | 17. Jahrhundert                    | Fachwerkhaus, teilweise massiv, 17. Jahrhundert, um 1800 erweitert | Fotos hochladen                |
| Wohnhaus                            | Erpel, Grabenstraße 15 Lage                                  | 17. oder 18. Jahrhundert           | Fachwerkhaus, verkleidet, wohl aus dem 17. oder 18. Jahrhundert | Fotos hochladen                |
| Wohnhaus                            | Erpel, Kirchgasse 1 Lage                                     | 17. Jahrhundert                    | Fachwerkhaus, teilweise verputzt, 17. Jahrhundert | BW                             |
| Pfarrhaus                           | Erpel, Kirchgasse 8 Lage                                     | 1769                               | ehemaliges Pfarrhaus; Krüppelwalmdachbau, teilweise massiv und verputzt (Fachwerk?), bezeichnet 1769 | Fotos hochladen                |
| Wohnhaus                            | Erpel, Kölner Straße 2 Lage                                  | 17. Jahrhundert                    | Fachwerkhaus mit Querbau, wohl aus dem 17. Jahrhundert | weitere Bilder Fotos hochladen |
| Wohn- und Geschäftshaus             | Erpel, Kölner Straße 16 Lage                                 | 17. Jahrhundert                    | stattliches Fachwerkhaus, 17. Jahrhundert, Ladeneinbauten | weitere Bilder Fotos hochladen |
| Wohn- und Geschäftshaus             | Erpel, Kölner Straße 17 Lage                                 | 17. Jahrhundert                    | Fachwerkhaus, teilweise massiv, im Kern aus dem 17. Jahrhundert | weitere Bilder Fotos hochladen |
| Wohnhaus                            | Erpel, Kölner Straße 18 Lage                                 | 17. Jahrhundert                    | stattlicher Mansardwalmdachbau, teilweise Fachwerk, im Kern aus dem 17. Jahrhundert, im späten 18. Jahrhundert überformt | weitere Bilder Fotos hochladen |
| Gasthaus „Zum alten Deutschen“      | Erpel, Kölner Straße 35 Lage                                 | 1692                               | stattlicher Fachwerkbau, bezeichnet 1692 | weitere Bilder Fotos hochladen |
| Brunnen                             | Erpel, Kölner Straße, bei Nr. 35 Lage                        | Mitte des 18. Jahrhunderts         | Brunnen, Mitte des 18. Jahrhunderts (vergleiche den Marktbrunnen) | Fotos hochladen                |
| Wohnhaus                            | Erpel, Kölner Straße 46 Lage                                 | 1706                               | Fachwerkhaus, angeblich von 1706 | weitere Bilder Fotos hochladen |
| Wohnhaus                            | Erpel, Kölner Straße 47 Lage                                 | 1706                               | Fachwerkhaus, bezeichnet 1706 | weitere Bilder Fotos hochladen |
| Hofanlage                           | Erpel, Kölner Straße 55/57 Lage                              | 1826                               | Hofanlage; Krüppelwalmdachbau, Querbau, Hoftor bezeichnet 1826 | weitere Bilder Fotos hochladen |
| Neutor                              | Erpel, Kölner Straße, zwischen Nr. 61 und 62 Lage            | 15. Jahrhundert                    | Bruchsteinbau mit Walmdach, einzig erhaltenes der ehemals vier Tore der ehemaligen Stadtbefestigung des 15. Jahrhunderts | weitere Bilder Fotos hochladen |
| Brunnen                             | Erpel, Marktplatz Lage                                       | 1753                               | Brunnen, bezeichnet 1753 | weitere Bilder Fotos hochladen |
| Wohn- und Geschäftshaus             | Erpel, Marktplatz 1 Lage                                     | 16. Jahrhundert                    | Fachwerkhaus, Obergeschoss auf Knaggen, wohl aus dem 16. Jahrhundert, im 19. Jahrhundert überformt; hohe straßenräumliche Bedeutung | BW                             |
| Wohn- und Geschäftshaus             | Erpel, Marktplatz 4 Lage                                     | 17. Jahrhundert                    | dreigeschossiges Fachwerkhaus, Mansarddach, 17. Jahrhundert; | BW                             |
| Hofanlage                           | Erpel, Marktplatz 5 Lage                                     | 15. oder 16. Jahrhundert           | Hofanlage; Fachwerkhaus, teilweise massiv, 15. oder 16. Jahrhundert; überbaute Bruchsteinmauer, bezeichnet 1620 | BW                             |
| Wohnhaus                            | Erpel, Marktplatz 6 Lage                                     | vor dem 18. Jahrhundert            | dreigeschossiges Fachwerkhaus, teilweise massiv, überbaut im 18. Jahrhundert | BW                             |
| Hofanlage                           | Erpel, Marktplatz 7 Lage                                     | 1696                               | Hofanlage; Fachwerkhaus, angeblich von 1696; weitere Fachwerkgebäude | BW                             |
| Stadtmauer                          | Erpel, Rheinallee Lage                                       | 15. Jahrhundert                    | längere Mauerabschnitte der im frühen 15. Jahrhundert entstandenen Stadtbefestigung | BW                             |
| Haus Lewald                         | Erpel, Rheinallee 11 Lage                                    | 1903 ff.                           | repräsentative Walmdachvilla, Neubarock, 1903 ff., Architekt Müller-Grah, Köln; Gesamtanlage mit Park | weitere Bilder Fotos hochladen |
| Wegekreuz                           | Erpel, nördlich des Ortes (gegenüber Brückenstraße 38) Lage  | 1750                               | Schaftkreuz, bezeichnet 1750 und 1751 | Fotos hochladen                |
| Ludendorff-Brücke                   | Erpel, östlich des Ortes am Rheinufer (Rheinallee) Lage      | um 1916/17                         | rechtsrheinischer Brückenturm der um 1916/17 errichteten und 1945 zerstörten Eisenbahnbrücke über den Rhein; Eisenbahntunnel, um 1916/17 | weitere Bilder Fotos hochladen |
| Zeppelin-Stein                      | Erpel, östlich des Ortes auf der Erpeler Ley Lage            | 1909                               | Gedenkstein zur Erinnerung an die erste Fahrt eines Zeppelins über den Rhein, 1909 stark verwittert | weitere Bilder Fotos hochladen |
| Wohnhaus                            | Orsberg, Erpeler Straße 1 Lage                               | 18. Jahrhundert                    | stattliches Wohnhaus einer Hofanlage (wohl des ehemaligen Gutshofs), 18. Jahrhundert; kubischer Walmdachbau, Obergeschoss verschiefert, wohl Fachwerk | BW                             |
| Katholische Kapelle St. Josef       | Orsberg, Orsberger Straße 15, Abzweigung Kapellenstraße Lage |                                    | kleiner Saalbau | weitere Bilder Fotos hochladen |
| Wohnhaus                            | Orsberg, Orsberger Straße 33 Lage                            | 17. oder 18. Jahrhundert           | Fachwerkhaus, 17. oder 18. Jahrhundert | BW                             |
| Wohnhaus                            | Orsberg, Orsberger Straße 34 Lage                            | 17. oder 18. Jahrhundert           | Fachwerkhaus, teilweise massiv, verkleidet, wohl aus dem 17. oder 18. Jahrhundert | BW                             |
| Wegekreuz                           | Orsberg, Orsberger Straße, bei Nr. 40 Lage                   | 18. Jahrhundert                    | Schaftkreuz, 18. Jahrhundert | Fotos hochladen                |
| Wegekreuz                           | Orsberg, nordöstlich des Ortes an der K 22 Lage              | 1674                               | Schaftkreuz, bezeichnet 1674 | Fotos hochladen                |